# Gattatico
Gattatico (emilián nyelven Gatâtich, Gâtadegh vagy Gadàdegh) település Olaszországban, Emilia-Romagna régióban, Reggio Emilia megyében. Lakosainak száma 5657 fő (2023. január 1.). Gattatico Campegine, Parma, Sant’Ilario d’Enza, Sorbolo Mezzani, Brescello, Castelnovo di Sotto és Poviglio községekkel határos.

## Népesség
A település lakossága az elmúlt években az alábbi módon változott:
| Lakosok száma | 5462 | 5744 | 5657 |
|               | 2004 | 2018 | 2023 |